# Had (grški bog)
Had (grško ᾍδης, Haidēs; Ἀΐδης, Aïdēstudi) tudi Pluton, Hades, Pluto, Dis, je v grški pa tudi rimski mitologiji bog podzemnega sveta.

## Mitologija
Bil je brat Zevsa in Pozejdona in eden od olimpskih bogov. Poročen je s Perzefono, ki je bila hči Demetre. Je eden izmed treh sinov Kronosa in Ree. Spremlja ga troglavi pes Kerber, običajno pa je prikazan s čelado nevidnosti. 
Ko je odrastel, je z Zevsom, Pozejdonom sodeloval v Titanomahiji, vojni Titanov, Kiklopi pa so jim darovali orožje: Zevs je dobil strelo, Had šlem nevidnosti,  Pozejdon trizob. V noči pred prvo bitko se je Had odtihotapil do tabora Titanov in jim uničil orožje. Na koncu so bogovi zmagali, trojica bratov pa je vlekla slamice, da bi si razdelili področja vladanja. Zevs je z zvijačo dobil nebo in zemljo, Pozejdon morja, Had podzemni svet.
Had je vladal mrtvim, pomagali so mu demoni, ki so ga brez ugovarjanja ubogali. Mrtvi niso smeli oditi iz podzemlja, živi ne vanj, jer bi se Had razjezil. Vsi ki so prihajali v podzemni svet, so bili v glavnem junaki: Heraklej, Odisej, Enej, Orfej, Tezej in Psiha. Noben od njih ni bil zadovoljen s tistim kar je videl, o čemer govori tudi Homer v Odiseji. 
Čeprav je Had vladal podzemlju, ni bil personifikacija smrti. To je bil Tanat, bog smrti. 
Ko so Grki hoteli Hada pomiriti, so z glavami udarjali ob tla, da bi jih slišal. Žrtvovali so mu črne živali, posebej ovce, mogoče je, da so žrtvovali tudi ljudi. Žrtvena kri se je zbirala v jame in vodnjake da bi zagotovili, da bo žrtev prišla do Hada, oseba ki je prinesla žrtev je morala obrniti glavo. Vsakih sto let so se odvijale stoletne igre v njegovo čast. 
Svojo ženo Perzefono je ugrabil, vsako leto pa se je lahko za pol leta vrnila na zemljo in s seboj prinesla poletje in pomlad. Had naj bi Persefono vrnil Zevsu, če tam ne bi pojedla ničesar. Zaužila pa je štiri peške zato je morala vsako leto za pol leta v podzemlje. Ko Perzefona odšla v podzemlje, se jesen spremenila v zimo. 
Na upodobitvah ga večinoma prikazujejo kot starega in bradatega moškega. Njegov okras je dvozoba ost. Verjeli so, da obstajata dva vzporedna svetova. Ko je v enem svetu sonce zašlo, je v drugem vzšlo. Mrtvi so v podzemlje potovali s čolnom v družbi Tota in Kepra. Ko so prispeli, so morali prestati preizkušnjo s tehtanjem njihovega srca. Če je bilo slednje lažje od peresa, so končali potovanje, se srečali z Ozirisom in odšli v svet mrtvih. Podzemlje pa ni bilo namenjeno zgolj slabim ljudem, temveč vsem.
Podzemlje se je delilo na: 
- Asfodelska raven (kraj slabih)
- Elizijske poljane (kraj junakov)
- Tartar (kraj za kaznovanje slabih)

Skozi podzemlje je teklo pet rek: Aheront, Kokit, Stiks, Leta in Flegetont. Had duš iz podzemlja ni izpuščal, a ko je Orfej igral milo glasbo, je Had izpustil Evrikido, pod pogojem, da se Orfej na poti nazaj ne bi ozrl. Orfej se je ozrl in izgubil Evrikido za vedno.